# Toshimitsu Asai
Toshimitsu Asai (japanisch 浅井 俊光 Asai Toshimitsu; * 4. April 1983 in der Präfektur Shizuoka) ist ein ehemaliger japanischer Fußballspieler.

## Karriere
Asai erlernte das Fußballspielen in der Jugendmannschaft von Júbilo Iwata und der Universitätsmannschaft der Shizuoka-Sangyo-Universität. Seinen ersten Vertrag unterschrieb er 2006 bei Sagan Tosu. Der Verein spielte in der zweithöchsten Liga des Landes, der J2 League. Für den Verein absolvierte er 37 Ligaspiele. 2011 wechselte er zum Drittligisten Blaublitz Akita. Danach spielte er bei Nara Club. Ende 2016 beendete er seine Karriere als Fußballspieler.